# Kitopsina
Kitopsina (lat. Rhincodon typus) je vrsta morskih pasa, najveća živuća riba na svijetu. Hrani se filtriranjem vode.

## Opis
Kitopsina je jedini član roda Rhincodon i porodice Rhincodontidae. Živi u tropskim i toplim oceanima i ima životni vijek od oko 70 godina. Iako kitopsine imaju vrlo velika usta, hrane se uglavnom planktonom, mikroskopskim biljkama i životinjama. 
Prva jedinka otkrivena je u Table Bayu u Južnoj Africi u travnju 1828. Bila je duga 4,6 metara. Britanski vojni liječnik Andrew Smith, opisao je vrstu iduće godine. Objavio je detaljniji opis 1849. godine. Naziv "kitopsina" dolazi od fiziologije, jer je velika kao kit i također filtirira vodu.
Najveća potvrđena jedinka kitopsine bila je duga 12,65 metara i težila 21 tonu. Postoje i nepotvrđeni podaci o većim i težim jedinkama. Nisu svi uzorci kitopsine isti, i mogu otvoriti usta do 1,5 metara. 
Individualne jedinke kitopsine mogu se identificirati prema svom karakterističnom uzorku pjega. Postoji globalna baza podataka jedinki kitopsina kojoj fotografijama doprinose znanstvenici i drugi pojedinci i u kojoj je identificirano više od 12.000 jedinki.

## Razmnožavanje
Hvatanje ženke u srpnju 1996. godine koja je bila trudna s 300 mladunaca pokazalo je da su kitopsine ovoviviparousi. Jaja ostaju u tijelu. Dokazi ukazuju da mladunci nisu svi rođeni odjednom, nego žena zadržava spermu od jednog parenja i proizvodi neprekidan tok štenaca tijekom duljeg razdoblja. Mladunci su veličine oko 40 do 60 cm i dostižu zrelost oko 30. godine.

## Status zaštite
Vrsta se smatra ugroženom od strane IUCN-a zbog utjecaja ribarstva, dugog životnog vijeka i kasnog sazrijevanja.
U 2010. u Meksičkom zaljevu je incident izlijevanja ulja rezultirao s 4 900 000 barela izlivene nafte zbog čega se kitopsine nisu mogle hraniti. Vrsta je na popisu, zajedno sa šest drugih vrsta morskih pasa, u okviru CMS Memoranduma o razumijevanju i zaštiti migratornih morskih pasa. 1998. godine Filipini su zabranili sav ribolov, prodaju, uvoz i izvoz kitopsina u komercijalne svrhe, a zatim i Indija u svibnju 2001. godine te Tajvan u svibnju 2007. godine.

## U književnosti
Riba koju je starac Santiago ulovio u noveli Starac i more američkog pisca Ernesta Hemingwayja bila je upravo kitopsina. Za to je djelo Hemingway 1954. osvojio Nobelovu nagradu.